# Coriaria plumosa
Coriaria plumosa är en tvåhjärtbladig växtart som beskrevs av Walter Reginald Brook Oliver. Coriaria plumosa ingår i släktet Coriaria, och familjen Coriariaceae. Inga underarter finns listade i Catalogue of Life.